# Lista de maiores fraudes financeiras mundiais
As fraudes financeiras representam um dos maiores desafios para a integridade dos sistemas econômicos globais. Elas são caracterizadas pela manipulação, engano e abuso de confiança para obter ganhos financeiros de maneira ilícita, prejudicando investidores, empresas e, muitas vezes, economias inteiras. 
Ao longo da história, várias fraudes de grandes proporções abalaram mercados, governos e cidadãos, revelando vulnerabilidades nas estruturas de controle financeiro e na falta de regulamentações eficazes. Desde esquemas de pirâmides até falsificações contábeis sofisticadas, essas fraudes não só causaram perdas bilionárias, mas também mudaram a forma como as leis e as práticas financeiras são supervisionadas mundialmente. A seguir, são apresentadas algumas das maiores fraudes financeiras de todos os tempos:

## Lista
| #  | Ano  | País           | Caso                             | Valor Estimado de Prejuízo |
| -- | ---- | -------------- | -------------------------------- | -------------------------- |
| 1  | 2001 | Estados Unidos | Escândalo da Enron               | US$ 74 bilhões             |
| 2  | 2008 | Estados Unidos | Escândalo de Investimento Madoff | US$ 65 bilhões             |
| 3  | 1920 | Estados Unidos | Esquema Ponzi                    | US$ 50 bilhões             |
| 4  | 2015 | Alemanha       | Escândalo da Volkswagen          | US$ 30 bilhões             |
| 5  | 2002 | Estados Unidos | WorldCom                         | US$ 11 bilhões             |
| 6  | 2016 | Estados Unidos | Theranos                         | US$ 9 bilhões              |
| 7  | 2023 | Brasil         | Fraude da Americanas             | US$ 4,6 bilhões            |
| 8  | 2021 | África do Sul  | Africrypt                        | US$ 3,6 bilhões            |
| 9  | 1996 | Japão          | Caso de cobre Sumitomo           | US$ 2,6 bilhões            |
| 10 | 2017 | Brasil         | Fraude da JBS                    | US$ 2 bilhões              |
| 10 | 2009 | Índia          | Satyam                           | US$ 1,5 bilhão             |
| 11 | 1995 | Reino Unido    | Barings Bank                     | US$ 1,4 bilhão             |
| 12 | 1982 | Itália         | Banco Ambrosiano                 | US$ 1,3 bilhão             |